# Kevin Moore (atleta)
Kevin Arthur Moore (Västerås, 29 luglio 1990) è un velocista australiano naturalizzato maltese.

## Biografia
Figlio di madre australiana con discendenze greco-cipriote e padre maltese, vive i primi sei anni della propria vita proprio nello stato insulare del Mar Mediterraneo prima di trasferirsi in Australia. Gareggerà per la nazionale oceanica fino al 2011, per poi competere con il paese paterno con cui gareggerà ai Mondiali 2013 a Mosca.
 Nel giugno 2016 risulta positivo a tre sostanze dopanti e viene squalificato per 4 anni dalle competizioni, escludendogli la possibilità di partecipare ai Giochi olimpici di Rio de Janeiro 2016.

## Record nazionali
- 100 metri piani: 10"49 ( Zurigo, 12 agosto 2014)
- 200 metri piani: 21"03 ( Zurigo, 14 agosto 2014)

## Palmarès
| Anno                              | Manifestazione                    | Sede        | Evento      | Risultato | Prestazione | Note             |
| --------------------------------- | --------------------------------- | ----------- | ----------- | --------- | ----------- | ---------------- |
| In rappresentanza dell' Australia |                                   |             |             |           |             |                  |
| 2008                              | Giochi del Commonwealth allievi   | Pune        | 200 m piani | 5º        | 21"76       |                  |
| 2008                              | Giochi del Commonwealth allievi   | Pune        | 4×100 m     | Argento   | 41"08       |                  |
| 2008                              | Giochi del Commonwealth           | Nuova Delhi | 4×400 m     | Oro       | 3'03"30     |                  |
| In rappresentanza di Malta        |                                   |             |             |           |             |                  |
| 2011                              | Giochi dei piccoli stati d'Europa | Schaan      | 400 m piani | Oro       | 47"68       |                  |
| 2011                              | Giochi dei piccoli stati d'Europa | Schaan      | 4×400 m     | Oro       | 3'18"39     |                  |
| 2013                              | Giochi dei piccoli stati d'Europa | Lussemburgo | 400 m piani | Oro       | 47"53       |                  |
| 2013                              | Giochi dei piccoli stati d'Europa | Lussemburgo | 4×400 m     | Argento   | 3'15"73     |                  |
| 2013                              | Mondiali                          | Mosca       | 400 m piani | Batteria  | 47"52       |                  |
| 2014                              | Giochi del Commonwealth           | Glasgow     | 200 m piani | Batteria  | 21"07       |                  |
| 2014                              | Europei                           | Zurigo      | 100 m piani | Batteria  | 10"49       | Record nazionale |
| 2014                              | Europei                           | Zurigo      | 200 m piani | Batteria  | 21"03       | Record nazionale |
| 2015                              | Giochi dei piccoli stati d'Europa | Reykjavík   | 200 m piani | Oro       | 21"54       |                  |
| 2015                              | Giochi dei piccoli stati d'Europa | Reykjavík   | 400 m piani | Oro       | 47"86       |                  |
| 2016                              | Camp. dei piccoli stati d'Europa  | Marsa       | 100 m piani | dq        | dq          | [ 3 ]            |
| 2016                              | Camp. dei piccoli stati d'Europa  | Marsa       | 200 m piani | dq        | dq          | [ 3 ]            |
| 2016                              | Europei                           | Amsterdam   | 100 m piani | dq        | dq          |                  |

## Altre competizioni internazionali
2010
- 4º in Coppa Continentale ( Spalato), 4×400 m - 3'03"66

2014
- Oro al Europei a squadre ( Tbilisi), 200 m piani - 21"06